# Ramon Bartomeus i Mola
Ramon Bartomeus i Mola (Barcelona, 6 de gener de 1832 - 29 de novembre de 1918) fou un compositor català. A més a més, també fou director i promotor de diferents societats.

## Biografia
Estudià música en l'entorn familiar, és més, començà amb 4 anys amb l'ensenyament del seu cosí Josep Fornelio. Posteriorment, estudià harmonia i composició amb Gabriel Balart i Crehuet.
Durant la seva vida tingué oportunitats de desenvolupar diferents professions com ara pianista, cafeter o professor. No obstant això, a més de ser conegut com a compositor, també fou conegut com a promotor i director de diferents cors masculins.
Dirigí la Societat Coral Esmeralda, la qual fou fundada al 1857. A l'any 1862 muntà una organització paral·lela a la de Josep Anselm Clavé. Aquesta organització es dedicà als corals, però no eren claverianes. L'any 1865 creà la Societat Coral Barcino que fou una refunderació de l'Esmeralda. No obstant això, aquesta entitat tingué molts paral·lelismes amb la Societat Coral Euterpe de Clavé; de fet, explica Nájera, “es feien la competència, tenien balls corejats, concerts benèfics, programes semblants, disputes pel preu dels espectacles… fins i tot semblaven rivalitzar en el títol de les respectives publicacions, L’Eco de Barcino i L’Eco de Euterpe”. Amb aquesta societat oferí nombrosos concerts populars, balls corejats i espectàcles benèfics a teatres de Barcelona i arreu de les províncies catalanes.
Entre els anys 1872 i 1883 publicà el periòdic El Eco de Barcino, el qual fou una rèpilica d'El Eco de Euterpe de Clavé. Durant les dècades dels 60 i dels 70, Bartomeus guanyà molta popularitat; fou el moment de màxima esplendor professional. Aquest fet causà una intensificació de la competència que tenia amb Clavé.

## Obra
L'obra poètica catalana de Bartomeus va més enllà de desenvolupar el català com a llengua. A partir d'unes descripcions dels personatges, de les seves accions i del seu entorn, desenvolupà una imatge ideal on descriví la Catalunya ideal com a nació pròpia.
Bartomeus té un repertori extens, però escrigué més corals que altres obres. Destaquen obres com La nit, Al batre, El castell de les dames i La doncella de la costa, les quals són per veus masculines.
Música escènica
- Criada y señora, Zarz, 1 act, E:Bsa.
- El toreno o sea Paca la Salá, Jug, p, E:Bsa.

Orquestra
- La niña de l'Ampurdá, Sinfonia.
- La odalisca, Sinfonia.

Cor
- El toreo, Val.
- Estrella luminosa.
- La caridad, H.
- La doncella de la costa.
- La nit.
- La sardana.
- Las orenellas.
- Les campesins.
- Lo forgetaire.
- Lo russinyol.
- Luz de la libertad, Maz.
- Nit de Guerra.
- Perlas divinas.
- Una sesión de cortes, Pk.
- Viva fora.

Música eclesiàstica
- Salve, Ant, 3V, 1886, E:MO.
- Vivan las copas, 2V, vn, cl, crn, fis, ac, E:MO.

Es conserva una obra seva al Museu de la Mediterrània de Torroella de Montgrí.
- Himne per a cor i orquestra. Datat a la primera meitat del segle xx.

Al fons personal de Bartolomé Simó (pendent de publicació) es conserva una còpia manuscrita de l'obra escènica Terceto Andaluz/El tío chafarote/o sea/la perla de Chiclana per a veus i piano.